# Hasna Benhasi

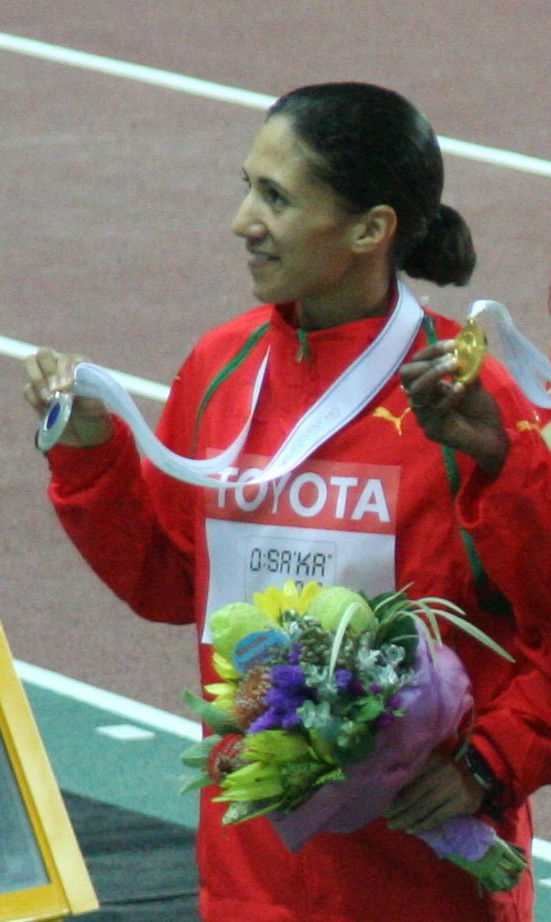
Hasna Benhasi

Hasna Benhasi (1 de junio de 1978 en Marrakesh) es una atleta marroquí especialista en carreras de media distancia. Ha ganado dos medallas olímpicas en los 800 metros (plata en Atenas 2004 y bronce en Pekín 2008). Fue medalla de plata en los mundiales al aire libre de Helsinki 2005 y Osaka 2007. Además se proclamó campeona mundial de 1.500 metros en pista cubierta en Lisboa 2001. En 2009, fue candidata al premio de Mejor Deportista en la II Gala de los Premios Nostresport.
Mide 1.66 m y pesa 47 kg.

## Resultados
| Año  | Competición               | Lugar      | Puesto                                 | Marca           |
| ---- | ------------------------- | ---------- | -------------------------------------- | --------------- |
| 1997 | Campeonato Mundial        | Atenas     | 7.ª sf. en 800 metros                  | 2:03.70         |
| 1999 | Campeonato Mundial Indoor | Maebashi   | 5.ª en 800 metros                      | 1:59.57         |
| 2000 | Juegos Olímpicos          | Sídney     | 8.ª en 800 metros                      | 1:59.27         |
| 2001 | Campeonato Mundial Indoor | Lisboa     | 1.ª en 1.500 metros                    | 4:10.83         |
| 2003 | Campeonato Mundial Indoor | Birmingham | 8.ª en 1.500 metros                    | 4:09.03         |
| 2004 | Juegos Olímpicos          | Atenas     | 2.ª en 800 metros 12.ª en 1.500 metros | 1:56.43 4:12.90 |
| 2004 | Final Mundial de la IAAF  | Mónaco     | 1.ª en 800 metros                      | 2:01.42         |
| 2005 | Campeonato Mundial        | Helsinki   | 2.ª en 800 metros                      | 1:59.42         |
| 2005 | Final Mundial de la IAAF  | Mónaco     | 2.ª en 800 metros                      | 1:59.86         |
| 2006 | Campeonato Mundial Indoor | Moscú      | 3.ª en 800 metros                      | 2:00.34         |
| 2006 | Final Mundial de la IAAF  | Stuttgart  | 3.ª en 800 metros                      | 1:59.44         |
| 2007 | Campeonato Mundial        | Osaka      | 2.ª en 800 metros                      | 1:56.99         |
| 2008 | Juegos Olímpicos          | Pekín      | 3.ª en 800 metros                      | 1:56.73         |

## Marcas personales
- 800 metros - 1:56.43 (Atenas, 23 de agosto de 2004)
- 1.000 metros - 2:33.15 (Niza, 17 de julio de 1999)
- 1.500 metros - 4:02.54 (Roma, 11 de julio de 2003)
- Una Milla - 4:32.99 (Linz, 5 de julio de 1998)